# Liste der angolanischen Botschafter in Brasilien

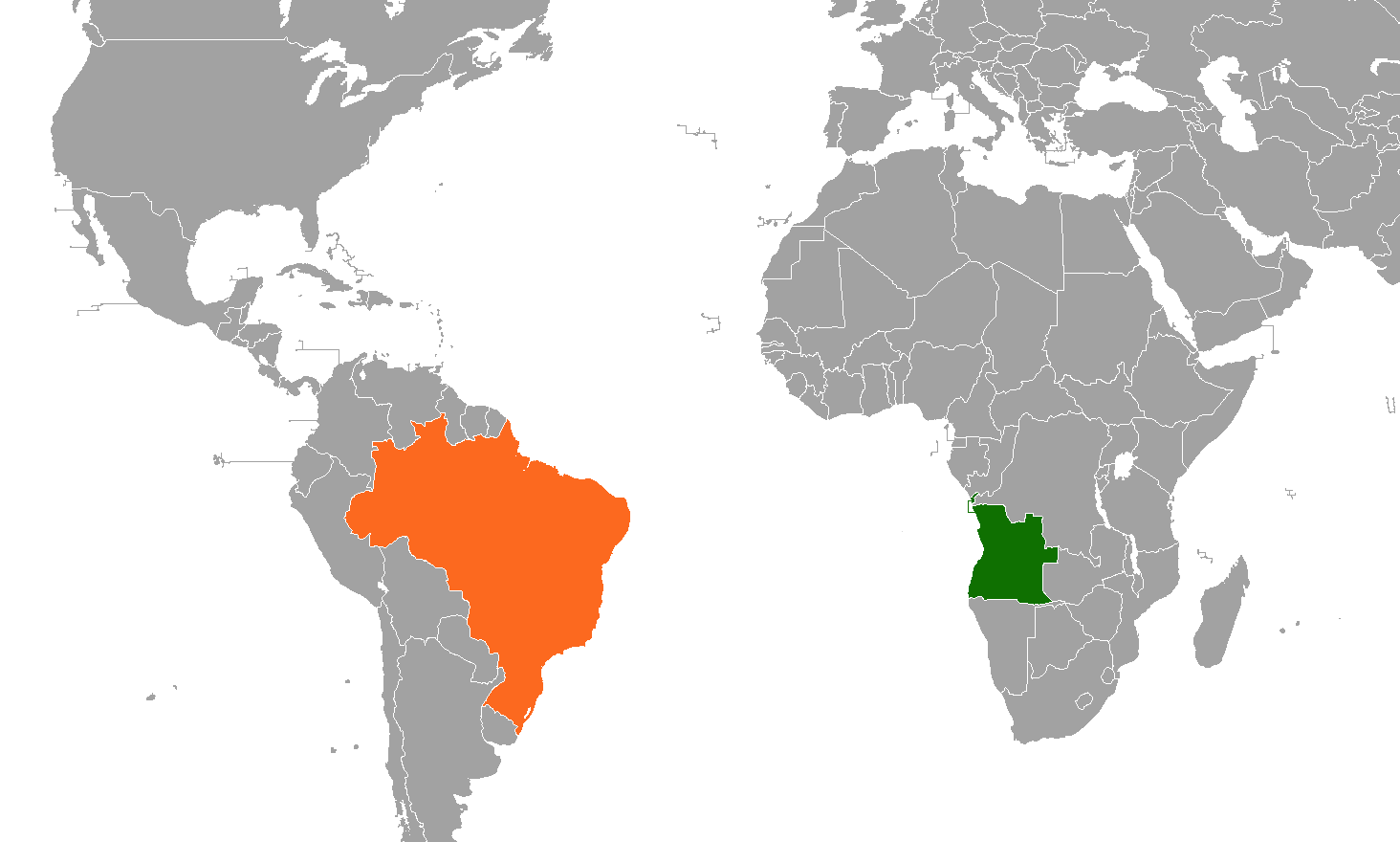
BRA, AGO

Die Botschaft von Angola befindet sich in SHIS QL 07 Conjunto 11 - Casa 09, in Brasília. Neben der Botschaft unterhält Angola je ein Konsulat in Rio de Janeiro und São Paulo.
| Ernannt / Akkreditiert | Leiter der Auslandsvertretung    | Bemerkungen     | ernannt von                         | akkreditiert bei          | Posten verlassen |
| ---------------------- | -------------------------------- | --------------- | ----------------------------------- | ------------------------- | ---------------- |
| 1987                   | Francisco Romão                  | [ 1 ]           | José Eduardo dos Santos             | José Sarney               | 1993             |
| 1994                   | Alfredo Salvaterra               |                 | Marcolino Moco                      | Itamar Franco             | 1995             |
| 1995                   | Osvaldo de Jesus Serra Van-Dúnem |                 | Marcolino Moco                      | Fernando Henrique Cardoso | 2000             |
| Apr. 2000              | Alberto Correia Neto             |                 | José Eduardo dos Santos             | Fernando Henrique Cardoso | 2006             |
| 26. Sep. 2006          | Leovigildo da Costa e Silva      | Geschäftsträger | Fernando da Piedade Dias dos Santos | Luiz Inácio Lula da Silva | 2007             |
| 28. Juni 2007          | Leovigildo da Costa e Silva      | [ 2 ]           | Fernando da Piedade Dias dos Santos | Luiz Inácio Lula da Silva | 2009             |
| 2011                   | Nelson Manuel Cosme              | amtierend       | José Eduardo dos Santos             | Dilma Rousseff            |                  |

Mit der Teilnahme von Ovídio de Andrade Melo an den Feierlichkeiten der Unabhängigkeit am 11. November 1975 erkannte das Regime von Ernesto Geisel als erste Regierung die Regierung des Movimento Popular de Libertação de Angola des von Portugal unabhängigen Angola an.